# You Can't Do That on Stage Anymore, Vol. 6
Albums de Frank Zappa
You Can't Do That on Stage Anymore, Vol. 5
(1992) Playground Psychotics
(1992)
You Can't Do That on Stage Anymore, Vol. 6 est un double album live de Frank Zappa sorti en 1992 sur le label Rykodisc.

## Titres

### Premier disque
1. The M.O.I. Anti-Smut Loyalty Oath – 3 min 01 s
2. The Poodle Lecture – 5 min 02 s
3. Dirty Love – 2 min 39 s
4. Magic Fingers – 2 min 21 s
5. The Madison Panty-Sniffing Festival – 2 min 44 s
6. Honey, Don't You Want a Man Like Me? – 4 min 01 s
7. Father O'Blivion – 2 min 21 s
8. Is That Guy Kidding or What? – 4 min 02 s
9. I'm So Cute – 1 min 39 s
10. White Person – 2 min 07 s
11. Lonely Person Devices – 3 min 13 s
12. Ms. Pinky – 2 min 00 s
13. Shove It Right In – 6 min 45 s
14. Wind up Workin' in a Gas Station – 2 min 32 s
15. Make a Sex Noise – 3 min 09 s
16. Tracy Is a Snob – 3 min 54 s
17. I Have Been in You – 5 min 04 s
18. Emperor of Ohio – 1 min 31 s
19. Dinah-Moe Humm – 3 min 16 s
20. He's So Gay – 2 min 34 s
21. Camarillo Brillo – 3 min 09 s
22. Muffin Man – 2 min 25 s

### Second disque
1. NYC Haloween Audience – 46 s
2. The Illinois Enema Bandit – 8 min 04 s
3. Thirteen – 6 min 08 s
4. Lobster Girl – 2 min 20 s
5. Black Napkins – 5 min 21 s
6. We're Turning Again – 4 min 56 s
7. Alien Orifice – 4 min 16 s
8. Catholic Girls – 4 min 04 s
9. Crew Slut – 5 min 33 s
10. Tyrin' to Grow a Chin – 3 min 33 s
11. Take Your Clothes Off When You Dance – 3 min 46 s
12. Lisa's Life Story – 3 min 05 s
13. Lonesome Cowboy Nando – 5 min 15 s
14. 200 Motels Finale – 3 min 43 s
15. Strictly Genteel – 7 min 07 s

## Musiciens
- Frank Zappa – guitare, chant, synthétiseur
- Mark Volman – chant
- Howard Kaylan – chant
- Denny Walley – slide guitar, chant
- Ike Willis – guitare, chant
- Adrian Belew – guitare, chant
- Ray White – guitare, chant
- Warren Cucurullo – guitare
- Steve Vai – guitare
- Mike Keneally – basse, synthétiseur, chant
- Patrick O'Hearn – basse
- Jeff Simmons (en) – basse
- Arthur Barrow – basse
- Scott Thunes – basse
- Tom Fowler – basse
- Bob Harris – claviers, chant
- Bianca Thornton – claviers, chant
- Peter Wolf – claviers
- Allan Zavod – claviers
- George Duke – claviers
- Tommy Mars – claviers
- Ian Underwood – claviers, claviers
- Albert Wing – tenor saxophone
- Napoleon Murphy Brock – saxophone, chant
- Paul Carman – claviers, saxophone soprano, saxophone baryton
- Bruce Fowler – trombone
- Walt Fowler – cor, synthétiseur, trompette
- Kurt McGettrick – clarinette contrebasse, saxophone basse, saxophone baryton
- Jean-Luc Ponty – violon
- Lakshminarayana Shankar - violon
- Ralph Humphrey – batterie
- Vinnie Colaiuta – batterie
- Aynsley Dunbar – batterie
- Terry Bozzio – batterie
- Chad Wackerman – batterie, percussions
- Ed Mann – percussions, chœurs, marimba

## Production
- Production : Frank Zappa
- Ingénierie : FZ, Kerry McNab, Mick Glossop, George Douglas, Bob Stone, Davey Moire, Joe Chiccarelli, Mark Pinske, Bob Liftin, Barry Keene, Spence Chrislu
- Direction musicale : Frank Zappa